# Komisja do Spraw Dzieci i Młodzieży
Komisja do Spraw Dzieci i Młodzieży (skrót DIM) – stała komisja sejmowa.

## Zakres działania komisji
W zakresie kompetencji Komisji do Spraw Dzieci i Młodzieży znajdują się:
- sprawy dzieci i młodzieży,
- wszechstronny rozwój,
- wysoka jakość życia,
- przestrzeganie praw,
- ochrona przed wszelkimi formami przemocy,
- budowanie solidarności międzypokoleniowej[1]

## Komisja w Sejmie X kadencji

### Prezydium
- Monika Rosa (KO) – przewodnicząca
- Anna Gembicka (PiS) – zastępca przewodniczącej
- Piotr Kowal (Lewica) – zastępca przewodniczącej
- Barbara Okuła (PL2050–TD) – zastępca przewodniczącej
- Jolanta Zięba-Gzik (PSL–TD) – zastępca przewodniczącej[2]